# Organizzazione delle nazioni e dei popoli non rappresentati
     Stati con più di 3 membri
     Stati con 3 membri
     Stati con 2 membri
     Stati con 1 membro
     Stati con membri sospesi o con ex membri
     Membri indipendenti

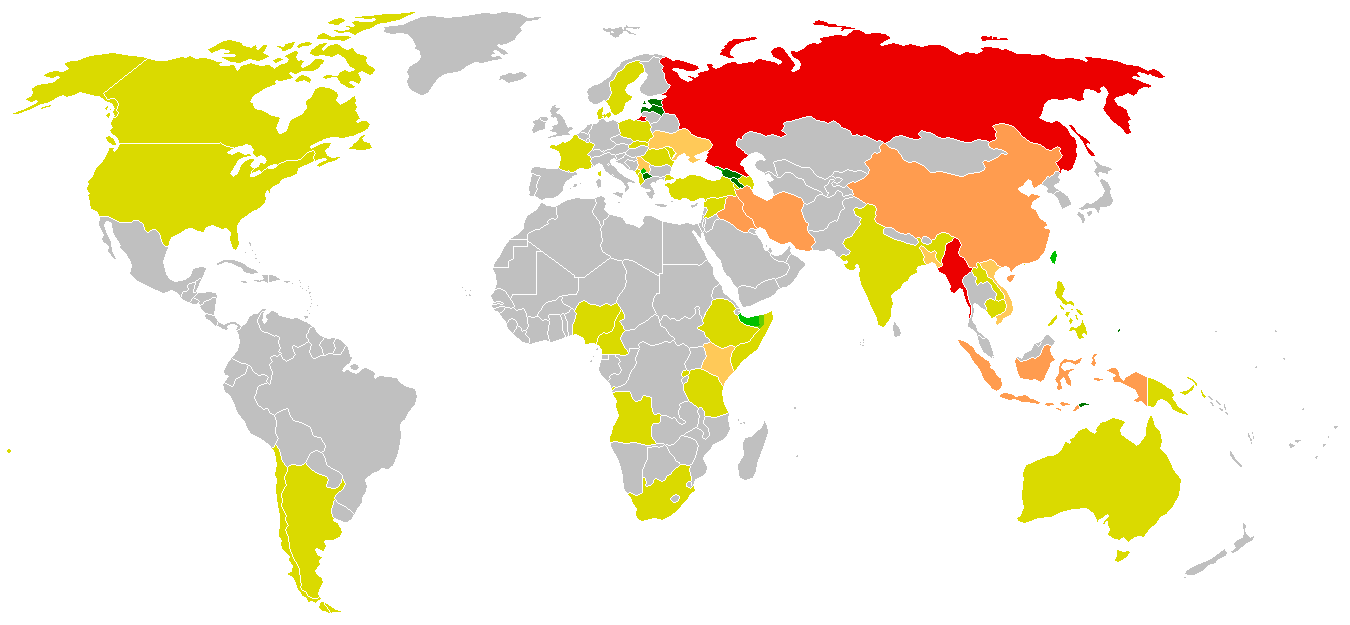
Mappa dei membri dell'UNPO:
Stati con più di 3 membri
Stati con 3 membri
Stati con 2 membri
Stati con 1 membro
Stati con membri sospesi o con ex membri
Membri indipendenti

L'Organizzazione delle Nazioni e dei Popoli Non Rappresentati, in acronimo inglese UNPO (in inglese Unrepresented Nations and Peoples Organization), è un'organizzazione non governativa internazionale democratica. I suoi membri sono popoli indigeni, nazioni occupate, minoranze e Stati o territori indipendenti a cui manca una rappresentazione diplomatica internazionale. Nel 2005 ha organizzato la Coppa UNPO.

## Principi
L'UNPO si prefigge di proteggere i diritti umani e culturali dei propri membri, conservare i loro ambienti naturali, e di raggiungere soluzioni non violente ai conflitti che li vedono coinvolti. L'UNPO fornisce un forum per gli aspiranti membri e aiuta i suoi membri a partecipare a un livello internazionale.
I membri dell'UNPO generalmente non sono rappresentati diplomaticamente (o solo con uno status minori, come ad esempio osservatori) nelle maggiori istituzioni internazionali, come le Nazioni Unite. Come risultato, la loro abilità di partecipare nella comunità internazionale e di veder presi in considerazione i propri interessi presso gli organismi preposti a difendere i diritti umani è limitata.
L'UNPO si dedica ai cinque princìpi illustrati nella sua convenzione:
- ugual diritto per tutti all'autodeterminazione;
- rispetto dei diritti umani universalmente accettati come dichiarati nella Dichiarazione universale dei diritti dell'uomo;
- rispetto dei principi del pluralismo democratico e rifiuto dei totalitarismi e dell'intolleranza religiosa;
- promozione della nonviolenza e rifiuto del terrorismo come strumento di trattativa;
- protezione dell'ambiente naturale.

L'UNPO non è collegata alle Nazioni Unite.
A tutti i membri è richiesto di firmare e di attenersi alla convenzione dell'UNPO. Devono affermare di supportare il principio della nonviolenza nella lotta della loro gente per una soluzione pacifica e di applicare la metodologia democratica come principio guida.

## Membri
| Membro                  | Data di adesione  | Rappresentato da                                                                 |
| ----------------------- | ----------------- | -------------------------------------------------------------------------------- |
| Abcasia                 | 6 agosto 1991     | Ministero degli Affari esteri della Repubblica di Abcasia                        |
| Aceh                    | 15 luglio 2014    | Movimento per l'Aceh libero                                                      |
| Afrikaner               | 15 maggio 2008    | Fronte della Libertà Più                                                         |
| Ahwazi                  | 14 novembre 2003  | Partito di solidarietà democratica di Al-Ahwaz                                   |
| Annobón                 | 14 maggio 2024    | Ambô Legadu                                                                      |
| Assiri                  | 6 agosto 1991     | Alleanza Universale dell’Assiria                                                 |
| Azerbaigian meridionale | 2 febbraio 2007   | Movimento per il risveglio nazionale del Azerbaigian meridionale                 |
| Barotseland             | 23 novembre 2013  | Alleanza Nazionale del Barotse per la libertà                                    |
| Batwa                   | 17 gennaio 1993   | Comunità dei popoli indigeni del Ruanda                                          |
| Bella                   | 6 giugno 2017     | Associazione maliana per la protezione della cultura Bella (AMASCB-IKEWAN)       |
| Belucistan              | 1º marzo 2008     | Partito Nazionale del Belucistan                                                 |
| Belucistan occidentale  | 26 giugno 2005    | Partito popolare del Belucistan                                                  |
| Bretagna                | 8 giugno 2015     | Kelc’h An Dael                                                                   |
| Cabilia                 | 6 giugno 2017     | Movimento per l’autodeterminazione della Cabilia (MAK)-Anavad                    |
| Catalogna               | 14 dicembre 2018  | Assemblea Nacional Catalana                                                      |
| Colline di Chittagong   | 6 agosto 1991     | Partito Popolare Unitario delle Colline di Chittagong (JSS)                      |
| Distretto di Columbia   | 14 dicembre 2015  | D.C. Statehood Congressional Delegation                                          |
| Gilgit–Baltistan        | 20 settembre 2008 | Alleanza democratica del Gilgit–Baltistan                                        |
| Haratin                 | 18 settembre 2011 | Iniziativa per la Rinascita del Movimento Abolizionista (IRA)                    |
| Hmong                   | 2 febbraio 2007   | Stato Federale del Hmong ChaoFa                                                  |
| Khalistan               | 24 gennaio 1993   | Sikhs for Justice                                                                |
| Kurdistan               | 2 febbraio 2007   | Partito Democratico del Kurdistan Iraniano Partito Komala del Kurdistan Iraniano |
| Khmer krom              | 15 luglio 2001    | Federazione degli Khmer della Kampuchea-Krom                                     |
| Lezgini                 | 7 luglio 2012     | Autonomia federale Lesga Nazionale e culturale                                   |
| Molucche del Sud        | 6 agosto 1991     | Governo in esilio della Repubblica delle Molucche del Sud                        |
| Mongolia Interna        | 2 febbraio 2007   | Partito popolare della Mongolia Interna                                          |
| Nagaland                | 19 gennaio 1993   | Consiglio Nazionale Socialista del Nagaland                                      |
| Ogaden                  | 6 febbraio 2010   | Fronte Nazionale di liberazione dell’Ogaden                                      |
| Ogoni                   | 19 gennaio 1993   | Movimento per la Sopravvivenza del Popolo Ogoni                                  |
| Oromo                   | 19 dicembre 2004  | Fronte di liberazione Oromo                                                      |
| Papua Occidentale       | 15 ottobre 2014   | Movimento Papua libera                                                           |
| Rehobot Basters         | 2 febbraio 2007   | Consiglio dei Capitani                                                           |
| Savoia                  | 15 luglio 2014    | Governo Provvisorio dello Stato di Savoia                                        |
| Sindh                   | 19 gennaio 2002   | Istituto mondiale Sindhi                                                         |
| Sulu                    | 5 gennaio 2015    | Fondazione delle nove tribù etniche Sulu                                         |
| Taiwan                  | 11 febbraio 1991  | Fondazione Taiwanese per la democrazia                                           |
| Talisci                 | 15 luglio 2014    | Movimento Nazionale taliscio                                                     |
| Tatari di Crimea        | 11 febbraio 1991  | Assemblea dei Tatari di Crimea                                                   |
| Tibet                   | 11 febbraio 1991  | Governo tibetano in esilio                                                       |
| Togoland occidentale    | 9 maggio 2017     | Homeland Study Group Foundation                                                  |
| Turkestan Orientale     | 11 febbraio 1991  | Congresso mondiale degli Uiguri                                                  |

### Ex membri

#### I seguenti ex membri dell'UNPO sono entrati a far parte dell'ONU
- Estonia
- Lettonia
- Armenia
- Georgia
- Palau
- Timor Est
- Birmania (o Myanmar)

#### Ex membri usciti dall'UNPO per altri motivi
- Aborigeni australiani
- Albanesi di Macedonia
- Berberi
- Ambazonia
- Baschiria
- Bougainville
- Dene (etnia)
- Buriazia
- Cabinda
- Çameria
- Repubblica Cecena di Ichkeria
- Chin (etnia)
- Ciuvascia
- Circassia
- Cordillera
- Montagnard Degar
- Gagauzia
- Minoranza Greca d'Albania
- Minoranza Ungherese in Romania
- Inguscezia
- Ingria
- Kurdistan Iracheno
- Turcomanni iracheni
- Hawaii
- Karenni
- Komi
- Kosovo
- Cumucchi
- Nazione Lakota
- Popoli indigeni latinoamericani
- Masai
- Maohi
- Mapuche
- Mari
- Stato Mon
- Moro
- Nahua
- Nuxalk
- Russini
- Sacha
- Sangiaccato
- Scania
- Shan
- Tatarstan
- Tsimshian
- Tuva
- Udmurtia
- Venda
- Zanzibar

## Segretari generali
- Michael van Walt van Praag (1991 - 1997)
- Tsering Jampa (1997 - 1998)
- Helen S. Corbett (1998 - 1999)
- Erkin Alptekin (1999 - 2003)
- Marino Busdachin (2003 - 2018)
- Ralph J. Bunche III (2018-presente)